# Sylvia Barlag
Sylvia Johanna Martha Barlag (Amsterdam, 4 mei 1954) is een voormalige Nederlandse atlete, die zich had toegelegd op de meerkamp. Zij nam eenmaal deel aan de Olympische Spelen en werd bij die gelegenheid tiende op de vijfkamp. Gedurende haar atletiekloopbaan verzamelde zij in zes jaar tijd 24 nationale titels, waarvan 15 outdoor op zes verschillende onderdelen en indoor 9 op vier verschillende onderdelen.   

## Biografie

### Grossieren in goud
Haar eerste en enige titel tijdens haar juniortijd veroverde Barlag als A-meisje op de Nederlandse indoorkampioenschappen van 1971 bij het hoogspringen. De hierbij behaalde hoogte van 1,67 m was gelijk een juniorenrecord, dat overigens een dag later door Mieke van Doorn alweer werd verbeterd tot 1,68. Aangezien zij echter, naast het hoogspringen, ook op het verspringen en de hordennummers goed uit de voeten kwam, voelde de atlete van het Amsterdamse ADA zich al vroeg aangetrokken tot de vijfkamp. In dit metier veroverde zij zes nationale titels. Bovendien was zij de eerste Nederlandse kampioene op de zevenkamp, toen deze in 1981 de vijfkamp verving. Op de individuele nummers bleef zij echter ook uitkomen en zo sprokkelde zij op de 60 m horden en 100 m horden, het ver- en het hoogspringen nog eens zeventien nationale titels bij elkaar. In totaal brengt haar dat, de jeugdtitel niet meegerekend, op vierentwintigmaal goud. Van alle Nederlandse meerkampsters ooit wordt zij hierin alleen overtroffen door Tineke Hidding, die gedurende haar loopbaan 29 gouden plakken veroverde.

### Recordhoudster op vijfkamp
In 1977 werd internationaal een verandering in de samenstelling van de vijfkamp doorgevoerd: het laatste loopnummer ervan, de 200 m, werd vervangen door de 800 m. Deze nieuwe vijfkampvorm lag Sylvia Barlag bijzonder goed, getuige het feit dat zij tussen 1977 en 1980 als eerste en enige het nationale record in deze meerkampdiscipline verbeterde van 4275 punten in 1977 tot 4538 punten in 1980. Toen in 1981 de meerkamp voor de vrouwen internationaal opnieuw veranderde en de vijfkamp werd ingeruild voor de zevenkamp, was Barlag wederom de eerste die hierop een nationaal record vestigde. Daarna nam de toen sterk in opkomst zijnde Tineke Hidding dit van haar over.

### Gewild voor interlands
Haar veelzijdigheid maakte Sylvia Barlag tevens tot een graag geziene atlete in de nationale teams voor interlandwedstrijden. In totaal verdedigde de Amsterdamse niet minder dan achtendertigmaal de nationale kleuren, Europese kampioenschappen en Olympische Spelen niet meegerekend. Dat leverde de Nederlandse vertegenwoordiging alleen al dertienmaal goud op, nog afgezien van het overige eremetaal.

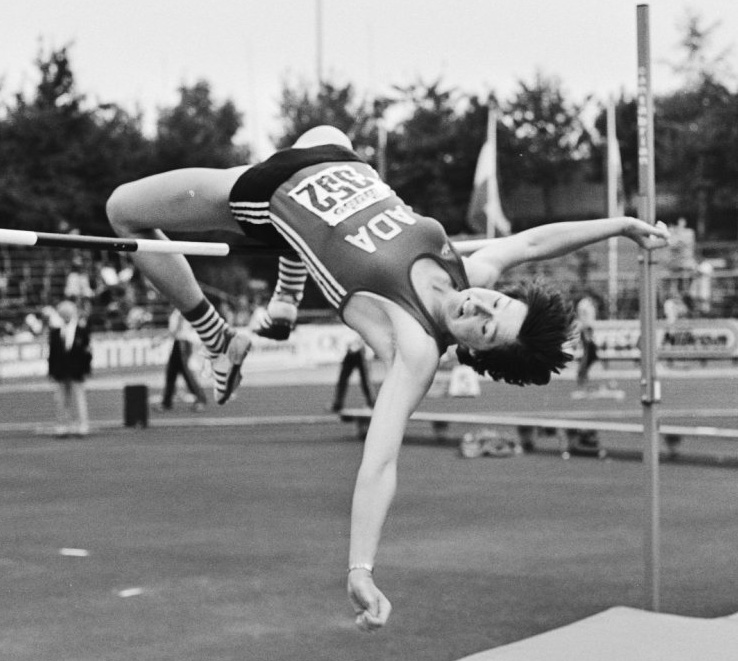
Sylvia Barlag in actie in augustus 1980

### Tiende op OS
Barlag nam tweemaal deel aan grote internationale toernooien. In 1978 vertegenwoordigde zij haar land op de vijfkamp en het verspringen tijdens de EK in Praag. Bij het verspringen kwam zij met een beste sprong van 6,12 m niet door de kwalificatieronde heen, terwijl zij op de vijfkamp, die onder koude en natte omstandigheden plaatsvond, met een puntentotaal van 4184 als veertiende eindigde, net achter landgenote Els Stolk, die met 4190 punten als dertiende werd geklasseerd.
Haar beste prestatie op dit gebied leverde Sylvia Barlag twee jaar later op de Olympische Spelen in Moskou. Gezien het feit dat de Amsterdamse atlete flink last had van een schouderblessure, die haar met name bij het kogelstoten hinderde, gevoegd bij de gebrekkige omstandigheden waaronder de deelneemsters hun vijfkamp moesten uitvoeren, is haar tiende plaats met 4333 punten zeker verdienstelijk te noemen. Over die omstandigheden: 'De hele dag zijn we opgesloten geweest in een kamer met één raampje, dat nog voorzien was van tralies. Ook 's middags toen de 5-kamp enkele uren stil lag moesten we in die kamer blijven. Het was zelfs zo erg, dat van een van de Engelse meisjes, die later huilbuien kregen, het fototoestel en ‘t filmpje gevorderd werd. Omdat ik Duits spreek, probeerde ik 't uit te leggen, maar op 't laatst had ik 't nog gedaan ook. Dan die loerende blikken, dat gepraat over ons, dat je niet verstond. Het was in één woord verschrikkelijk. Nou geloof ik inderdaad alles wat ze over de Russen zeggen. Het enige wat je hoorde was "njet",' aldus een woedende Sylvia Barlag, kort nadat ze de 800 m nog in een persoonlijk record had afgelegd.

### Maatschappelijke loopbaan
Na een tweetal laatste nationale titels in 1981 kreeg in de navolgende jaren de maatschappelijke loopbaan van Barlag, die aan de Universiteit van Amsterdam was afgestudeerd in de natuurkunde en bezig was met een promotie-onderzoek, steeds meer de overhand. Haar laatste internationale wedstrijd was een zevenkamp bij de Hypo Meeting in Götzis in 1983, die zij na vijf van de zeven nummers voortijdig beëindigde.
Datzelfde jaar trad zij, nog voordat zij begin 1984 promoveerde tot doctor in de wiskunde en natuurwetenschappen, als onderzoeker in dienst bij CERN, de Europese organisatie die fundamenteel kernonderzoek doet, waarvan het hoofdkantoor is gevestigd in het kanton Geneve in Zwitserland. Ze werkte daar tot 1989, waarna zij overstapte naar het Koninklijk Nederlands Meteorologisch Instituut in De Bilt. Daar bleef zij werkzaam tot 2006. Vervolgens werkte zij tot haar pensioen als manager kwaliteitscontrole bij een internationaal high-tech bedrijf.
Barlag trouwde in 1987 en kreeg twee kinderen. Sinds 2002 maakt zij deel uit van het bestuur van de Atletiekunie, van 2007 tot 2019 was zij tevens lid van de "European Athletics Council" van de EAA en sinds 2011 maakt zij deel uit van de World Athletics Council. Vanuit die positie treedt zij bij grote toernooien vaak op als technisch gedelegeerde, zoals bijvoorbeeld tijdens de uitgestelde Olympische Spelen van Tokio in 2021.

## Nederlandse kampioenschappen
Outdoor
| Onderdeel            | Jaar                   |
| -------------------- | ---------------------- |
| 100 m horden         | 1976, 1977, 1978       |
| hoogspringen         | 1979, 1980, 1981       |
| verspringen          | 1975, 1976, 1977, 1979 |
| vijfkamp (met 200 m) | 1974, 1976             |
| vijfkamp (met 800 m) | 1977, 1979             |
| zevenkamp            | 1981                   |

Indoor
| Onderdeel    | Jaar             |
| ------------ | ---------------- |
| 60 m horden  | 1977             |
| hoogspringen | 1975, 1977, 1979 |
| verspringen  | 1977, 1978, 1979 |
| vijfkamp     | 1978, 1979       |

## Persoonlijke records
Outdoor
| Onderdeel            | Prestatie      | Datum        | Plaats     |
| -------------------- | -------------- | ------------ | ---------- |
| 100 m horden         | 13,90 s        | 17 juni 1979 | Dole       |
| verspringen          | 6,34 m         | 18 juni 1978 | Sittard    |
| hoogspringen         | 1,87 m         | 15 juni 1980 | Winterthur |
| kogelstoten          | 13,34 m        | 17 juni 1979 | Dole       |
| vijfkamp (met 200 m) | 4332 p         | 15 mei 1976  | Papendal   |
| vijfkamp (met 800 m) | 4538 p (ex-NR) | 22 juni 1980 | Kopenhagen |
| zevenkamp            | 5778 p         | 24 mei 1981  | Roosendaal |

Indoor
| Onderdeel    | Prestatie      | Datum            | Plaats    |
| ------------ | -------------- | ---------------- | --------- |
| 50 m horden  | 7,4 s (ex-NR)  | 15 januari 1977  | Groningen |
| 60 m horden  | 8,5 s          | 19 februari 1977 | Zwolle    |
| hoogspringen | 1,81 m         | 22 januari 1983  | Zwolle    |
| verspringen  | 6,09 m         | 10 februari 1979 | Rotterdam |
| kogelstoten  | 12,04 m        | 28 januari 1978  | Zwolle    |
| vijfkamp     | 4374 p (ex-NR) | 27 januari 1979  | Zwolle    |

## Onderscheidingen
- KNAU-atlete van het jaar – 1978, 1979, 1980

## Palmares

### 50 m horden
- 1975: 4e NK indoor – 7,5 s

### 60 m horden
- 1976:  NK indoor – 8,8 s
- 1977:  NK indoor – 8,5 s
- 1978:  NK indoor – 8,8 s
- 1979:  NK indoor – 8,77 s
- 1979: 4e Indoorinterl. Ned.-België – 8,85 s
- 1980:  NK indoor – 8,74 s
- 1981:  NK indoor – 8,66 s

### 100 m horden
- 1975:  NK – 14,61 s
- 1976: 7e Interl. Oostenrijk-Ned.-Tsjechoslowakije-Zwitserland – 14,94 s
- 1976:  NK – 14,56 s
- 1977:  NK – 14,24 s
- 1977: 6e Europacup ½ fin. te Dublin – 14,08 s
- 1977: 8e Europacup B-fin. te Trinex – 14,37 s
- 1978:  Interl. Noorwegen-Ned. – 14,0 s
- 1978: 6e West Athletic te Sittard – 14,32 s
- 1978:  NK – 14,59 s (in serie 14,36 s)
- 1978:  Interl. Ned.-België – 14,11 s
- 1980:  Interl. Ned.-Noorwegen – 14,10 s
- 1980:  West Athletic te Winterthur – 13,91 s
- 1980:  NK – 14,22 s
- 1981:  Interl. België-Ned. – 14,07 s
- 1981:  NK – 14,11 s

### hoogspringen
- 1972: 6e NK – 1,65 m
- 1973: 4e NK indoor – 1,75 m
- 1974: 6e NK indoor – 1,65 m
- 1974: 4e NK – 1,75 m
- 1975:  NK indoor – 1,78 m
- 1975:  NK – 1,81 m
- 1976: 6e NK indoor – 1,75 m
- 1976:  NK – 1,75 m
- 1977:  NK indoor – 1,75 m
- 1977:  NK – 1,78 m
- 1978: 5e NK indoor – 1,75 m
- 1978:  NK – 1,75 m
- 1978:  Interl. Ned.-België – 1,80 m
- 1979:  NK indoor – 1,80 m
- 1979:  Indoorinterl. Ned.-België – 1,80 m
- 1979:  Interl. Ned.-Noorwegen – 1,80 m
- 1979:  NK – 1,81 m
- 1980: 4e NK indoor – 1,75 m
- 1980:  Interl. Ned.-Noorwegen – 1,86 m
- 1980:  West Athletic – 1,87 m
- 1980:  NK – 1,81 m
- 1981:  NK indoor – 1,75 m
- 1981:  Interl. België-Ned. – 1,81 m
- 1981:  NK – 1,78 m
- 1982:  ex aequo NK indoor – 1,75 m
- 1982: NK – 1,75 m

### verspringen
- 1973: 5e NK indoor – 5,55 m
- 1974: 4e NK indoor – 5,37 m
- 1974:  NK – 5,93 m
- 1975:  NK indoor – 5,83 m
- 1975:  NK – 6,19 m
- 1975: 4e Interl. Ned.-Hongarije-Engeland – 6,15 m
- 1976:  NK indoor – 5,76 m
- 1976:  NK – 6,22 m
- 1977:  NK indoor – 6,00 m
- 1977:  NK – 6,17 m
- 1977: 4e Europacup ½ fin. te Dublin – 6,10 m
- 1977:  Interl. België-Ned. – 6,04 m
- 1977: 4e Europacup B-fin. te Trinex – 6,01 m
- 1978:  NK indoor – 6,02 m
- 1978:  Interl. Noorwegen-Ned. – 6,30 m (+ 2.8 RW)
- 1978:  West Athletic – 6,38 m
- 1978:  NK – 6,09 m
- 1978: 19e in kwal. EK te Praag – 6,12 m
- 1979:  NK indoor – 6,07 m
- 1979:  Indoorinterl. Ned.-België – 6,09 m
- 1979:  Interl. Ned.-Noorwegen – 6,10 m
- 1979:  NK – 6,11 m
- 1980:  NK indoor – 5,87 m
- 1980:  NK – 6,11 m
- 1982:  NK – 6,06 m

### vijfkamp
- 1973: 6e NK meerkamp – 3690 p
- 1974:  NK meerkamp – 4114 p
- 1974: 10e Interl. België-DDR-Ned.-Zwitserland – 3799 p
- 1975: 6e Europa Cup te Baustra Bystrica – 3956 p
- 1975:  NK meerkamp – 4228 p
- 1976:  NK meerkamp – 4332 p
- 1976: 4e Interl. Ned.-DDR-Zwitserland-België – 4182 p
- 1977:  NK meerkamp - 4155 p
- 1977:  Interl. DDR-België-Zwitserland-Ned. – 4275 p (NR)
- 1977:  Europacup vijfkamp kwal. te Sittard – 4213 p
- 1977: 7e Universiade te Sofia - 4220 p
- 1977: 16e Europacup fin. te Rijsel – 3991 p
- 1978:  NK indoor meerkamp – 4318 p (NR)
- 1978:  Interl. Engeland-Denemarken-Ned. – 4281 p (NR)
- 1978:  Interl. Polen-Zwitserland-Frankrijk-Ned. – 4348 p (NR)
- 1978: 14e EK – 4184 p
- 1979:  NK indoor meerkamp – 4374 p (NR)
- 1979:  Interl. Ned.-Engeland-Denemarken (tevens NK meerkamp) – 4507 p
- 1979:  Interl. Frankrijk-Ned.-Engeland – 4512 p (NR)
- 1979: 5e Europacup ½ fin. te Graz – 4139 p
- 1979: 15e Europacup fin. te Dresden – 4247 p
- 1979:  Universiade te Mexico - 4306 p
- 1980:  Interl. Denemarken-Ned. – 4538 p (NR)
- 1980: 10e OS – 4333 p

### zevenkamp
- 1981:  NK meerkamp – 5778 p (NR)
- 1981: 8e Halve fin. Europa Cup meerkamp – 5755 p
- 1982:  NK meerkamp – 5664 p
- 1983: DNF Hypomeeting te Götzis

### 4 x 400 m estafette
- 1976:  NK estafettes – 3.51,5